# NGC 1431
NGC 1431 est une lointaine galaxie spirale relativement éloignée et située dans la constellation du Taureau. NGC 1431 a été découverte par l'astronome allemand Albert Marth en 1864.

## Caractéristiques
Sa vitesse par rapport au fond diffus cosmologique est de 9 082 ± 35 km/s, ce qui correspond à une distance de Hubble de 134,0 ± 9,4 Mpc (∼437 millions d'al).
Cette galaxie est classifiée comme une lenticulaire selon les images anciennes. Mais, la meilleure résolution de l'image obtenue du relevé PanSTARRS permet de voir la présence de bras spiraux. Selon l'examen de cette image par le professeur Seligman, la classification de cette galaxie est SA(sr)b.